# المپیاد جهانی کامپیوتر

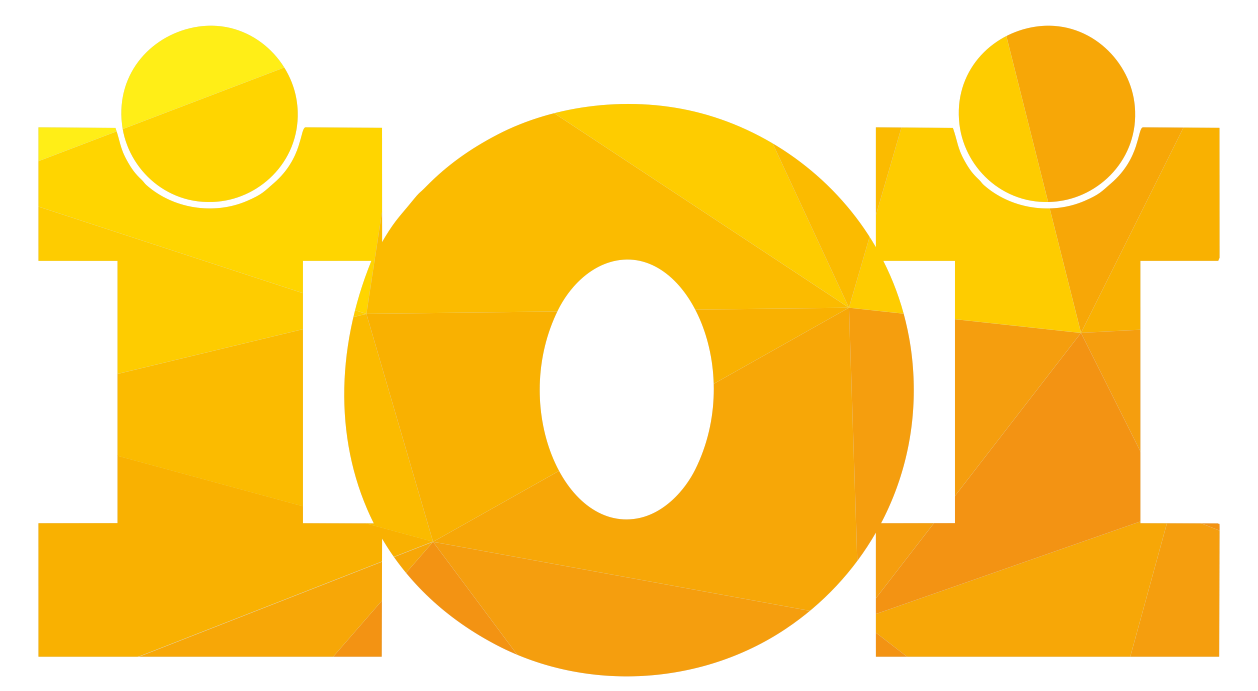
لوگوی المپیاد جهانی کامپیوتر

المپیاد جهانی انفورماتیک (به انگلیسی: International Olympiad in Informatics (IOI)) که به فارسی معمولاً المپیاد جهانی کامپیوتر خوانده می‌شود، یک مسابقه برنامه‌نویسی رقابتی است که سالانه برای دانش آموزان دبیرستانی برگزار می‌شود. این المپیاد اولین بار در پراودتس بلغارستان در ۱۹۸۹ برگزار شد. یونسکو و فدراسیون بین‌المللی پردازش اطلاعات از حامیان این المپیاد هستند.

## حضور ایران
تا پایان سال ۲۰۲۵ میلادی ایران موفق به کسب ۱۲۷ مدال شامل ۳۳ طلا و ۶۹ نقره و ۲۵ برنز شده‌است. اولین حضور ایران سال ۱۹۹۲ بوده‌است.

## روش توزیع مدال‌ها
روش توزیع مدال در المپیاد جهانی کامپیوتر، با رشته‌های ورزشی متفاوت است. در این المپیاد تنها یک مدال طلا اهدا نمی‌شود. در هر دوره از مسابقات که سالانه در کشورهای مختلف برگزار می‌گردد، به آن دسته از شرکت کنندگانی که حد نصاب لازم نمره را کسب کنند، مدال‌های طلا، نقره یا برنز اهدا خواهد شد. برای مثال در المپیاد جهانی کامپیوتر در سال ۲۰۱۷ که به میزبانی ایران (دانشگاه تربیت دبیر شهید رجایی) برگزار شد، ۲۶ مدال طلا، ۵۲ مدال نقره و ۷۸ مدال برنز به شرکت کنندگان اهدا شد که سهم ایران، ۱ مدال طلا و ۷ مدال نقره بود.
| رتبه  | کشورها              | طلا | نقره | برنز | مجموع |
| ۱     | چین                 | ۱۰۰ | ۲۷   | ۱۲   | ۱۳۹   |
| ۲     | روسیه               | ۶۸  | ۴۰   | ۱۲   | ۱۲۰   |
| ۳     | ایالات متحده آمریکا | ۶۵  | ۳۸   | ۱۶   | ۱۱۹   |
| ۴     | کره جنوبی           | ۴۸  | ۴۷   | ۲۸   | ۱۲۳   |
| ۵     | لهستان              | ۴۲  | ۵۰   | ۳۵   | ۱۲۷   |
| ۶     | ژاپن                | ۳۵  | ۲۸   | ۱۰   | ۷۳    |
| ۷     | رومانی              | ۳۳  | ۵۸   | ۳۶   | ۱۲۷   |
| ۸     | ایران               | ۳۱  | ۶۵   | ۲۳   | ۱۱۹   |
| ۹     | بلغارستان           | ۲۷  | ۵۱   | ۴۵   | ۱۲۳   |
| ۱۰    | تایوان              | ۲۵  | ۶۱   | ۲۷   | ۱۱۳   |
| مجموع | مجموع               | ۴۷۴ | ۴۶۵  | ۲۴۴  | ۱۱۸۳  |

## دانش پژوهان نخبه ایران
نخبگان ایرانی توسط باشگاه دانش پژوهان جوان برای اعزام به مسابقات جهانی آماده می‌شوند؛ اغلب این دانش آموزان از دبیرستان علامه حلی تهران، دبیرستان انرژی اتمی تهران و دبیرستان‌های استعدادهای درخشان هستند.
بیشترین مدال‌های کسب شده در این المپیاد در آسیا مربوط به دبیرستان علامه حلی تهران می‌باشد.
1. ↑  «Olympiads». دریافت‌شده در ۲۰۱۷-۰۸-۱۴.
2. ↑  http://stats.ioinformatics.org/results/IRN
3. ↑  http://stats.ioinformatics.org/countries/IRN
4. ↑  «IOI 2017». دریافت‌شده در ۲۰۱۷-۰۸-۰۳.